# Браун против Совета по образованию
«О́ливер Бра́ун и др. про́тив Сове́та по образова́нию Топи́ки» (англ. Oliver Brown et al. v. Board of Education of Topeka et al.) 347 U.S. 483 (1954) — судебный процесс, закончившийся решением Верховного суда США в 1954 году, которое признало противоречащим конституции раздельное обучение чернокожих и белых школьников. Решение явилось важным событием в борьбе против расовой сегрегации в США.

## Предпосылки
В деле Плесси против Фергюсона (англ. Plessy v. Ferguson) Верховный суд под председательством Брауна постановил, что сегрегация по расовому признаку не нарушает Четырнадцатую поправку к конституции, если раздельные здания, кварталы, вагоны, предоставленные представителям разных рас являются равными по качеству (принцип «разделены, но равны» англ. «separate but equal»). Сам принцип «разделены, но равны» был установлен решением по делу Робертс против Бостона англ. Roberts v. City of Boston.
В течение 58 лет со дня принятия решения по делу Плесси против Фергюсона расовая сегрегация в США была абсолютно законной. Отношение к расовой сегрегации сильно различалось от штата к штату. На момент подачи иска в 16 штатах сегрегация была законодательно запрещена.
Истцы в деле «Браун против совета по образованию» выступили с тезисом, что расовая сегрегация, прикрываясь концепцией раздельности и равенства, на самом деле способствует закреплению практики предоставления чернокожим гражданам услуг и худшего качества и худшей защиты.
Определённое влияние на решение оказали декларация ЮНЕСКО о расах (англ. The Race Question), в которой расизм был осуждён с точки зрения морали, а попытки научного обоснования расизма опровергнуты, книга Гуннара Мюрдаля «Американская дилемма: Проблема негров и современная демократия» (англ. An American Dilemma: The Negro Problem and Modern Democracy) и исследования психологов Кеннета и Мейми Кларков (англ. Kenneth B. Clark, Mamie Clark). Их знаменитый эксперимент с куклами показал, что сегрегация способствует развитию у детей расовых предрассудков и комплексов

## Обстоятельства дела
В 1951 году против Совета по образованию города Топика штата Канзас в Федеральный районный судКанзаса был подан коллективный иск родителями с требованием отменить политику расовой сегрегации. Раздельные школы для чернокожих и белых детей были учреждены советом по образованию Топики в соответствии с законом штата Канзас 1879 года, который позволял, но не предписывал это.
Важную роль в подготовке иска сыграла Национальная ассоциация содействия прогрессу цветного населения (англ. National Association for the Advancement of Colored People, NAACP). По совету ассоциации осенью 1951 года родители предприняли попытки пристроить своих детей в ближайшие школы.
…среди моих друзей детства были дети разных национальностей. Когда я узнала, что пойду в одну школу с ними, я была вне себя от радости. Ещё я помню как мы с отцом шли по дороге к школе им. Самнера, помню как мы поднялись по ступеням. Школа казалась такой огромной. …Я помню как мы вошли внутрь, отец поговорил с кем-то и затем зашёл в кабинет директора, оставив меня в приёмной с секретарём. Я слышала голоса, и в ходе беседы он поднял голос. Потом он вышел из кабинета, взял меня за руку и мы пошли домой. Я никак не могла понять, что произошло и почему я не могу пойти в школу вместе с Моной, Джиневрой, Вандой и другими подружками.
Оливер Браун присоединился к иску по предложению друга. В иске Браун указывал, что его дочь должна посещать школу для белых (которая находилась на расстоянии 5 кварталов от их дома, в то время как школа для чёрных была на расстоянии 21 квартала).
Районный суд решил дело в пользу Совета по образованию, руководствуясь прецедентом по делу Плесси против Фергюсона. Суд не обнаружил наличия значительного неравенства школ в плане зданий, учебных планов, расположения и квалификации учителей.

## Разбирательство в Верховном суде
Дело Брауна и других объединило пять ранее поданных независимых исков. Все они были осуществлены при поддержке Национальной ассоциации содействия прогрессу цветного населения.
- Боллинг против Шарпа (англ. Bolling v. Sharpe): одиннадцати чёрным ученикам из пригорода Вашингтона было отказано в поступлении в школу, из-за чего они были вынуждены посещать гораздо худшую школу для чёрных.
- Бриггс против Элиота (англ. Briggs v. Elliott): коллективный иск родителей из Южной Каролины. При его рассмотрении в Верховном суде в 1952 году были использованы результаты исследования Кларков («Doll test»).
- Дэвис против школьного совета района Принца Эдуарда (англ. Davis v. County School Board of Prince Edward County): иск из Виргинии, вызванный катастрофическим состоянием школы для чёрных.
- Гебхарт против Бельтона (англ. Gebhart v. Belton): коллективный иск родителей из Делавэра (в котором сегрегация была законодательно закреплена). Объединил два спора: Bulah v. Gebhart (чернокожей девочке отказали в транспорте, необходимом для посещения отдалённой сегрегированной школы) и Belton v. Gebhart, одним из оснований которого было разительное различие в качестве между школами для белых и чёрных[6].

## Сопротивление
Решение юридически запретило расовую сегрегацию в американских школах, однако было встречено сопротивлением в ряде штатов.
Суд штата Алабама постановил, что решения Верховного суда не имеют силы, если входят в противоречие с законодательством штатов. В 1958 году Верховному суду пришлось вновь подтверждать своё решение, а в 1963 году губернатор штата Алабама Джордж Уоллес (англ. George Wallace) лично перегородил чёрным студентам вход в Университет Алабамы и освободил проход только после вмешательства президента Кеннеди. Это событие стало широко известным и получило название «Стояние в дверях» (англ. Stand in the Schoolhouse Door).
Парламентом Флориды была принята резолюция о примате законодательства штата над федеральным, но губернатор штата, несмотря на то, что сочувствовал сторонникам сегрегации, отказался её подписать.
В Виргинии было прекращено финансирование смешанных школ. Но в то же время штат начал субсидировать частные сегрегированные школы. Для того, чтобы иметь возможность субсидировать частные школы за счёт казны была изменена Конституция.
В некоторых штатах расисты оказали сильное сопротивление решению Верховного суда. В 1957 году в город Литтл-Рок штата Арканзас были введены федеральные войска после отказа губернатора штата Орвэла Фобуса выполнять решение суда.

## Общественное признание
Четыре гражданина США (Джозеф ДиЛэйн, Гарри и Элизабет Бригс, Леви Пирсон), подавшие в суд на Министерство просвещения (иски, объединённые в дело Браун против Совета по образованию) и добившиеся лучших условий образования для своих детей, что имело большое значение в национальном масштабе, 15 декабря 2003 года награждены Золотой медалью Конгресса.
Школа, в которую безуспешно пыталась поступить Линда Браун, была названа в честь борца за права чернокожих Чарльза Самнера (англ. Charles Sumner)